# Universität VIZJA
Die Universität VIZJA (polnisch: Uniwersytet VIZJA) ist eine private Universität in der polnischen Hauptstadt Warschau. VIZJA ist auf die Bereiche Finanzen und Management, Sozialwissenschaften und Geisteswissenschaften spezialisiert, bietet jedoch auch Studiengänge in den medizinischen Wissenschaften und in den Künsten an. Die Universität ist besonders bekannt für ihre Psychologiekurse, die von der Polnische Akademie der Wissenschaften empfohlen werden, und die Wirtschaftsfakultät der Universität verfügt über eine CEEMAN International Quality Accreditation.
Die VIZJA-Universität wurde im Jahr 2001 als Hochschule für Finanzen und Management in Warschau (polnisch: Wyższa Szkoła Finansów i Zarządzania w Warszawie, WSFiZ) gegründet. Im September 2018 verlieh die Polnische Akkreditierungskommission (Polska Komisja Akredytacyjna) VIZJA den Status einer „Akademie“, einer hochschulartigen Bildungseinrichtung, und nahm den Namen University of Economics and Human Sciences in Warsaw (UEHS; Akademia Ekonomiczno-Humanistyczna w Warszawie, AEH) an.
Im Mai 2025 erhielt VIZJA den Status einer „Universität“ und nahm ihren heutigen Namen an. Zu diesem Zeitpunkt war VIZJA bereits die beliebteste nichtstaatliche Hochschule in Polen und belegte im Perspektywy-Ranking den 1. Platz in der Kategorie „Bestausgebildetes wissenschaftliches Personal“.

## Campus

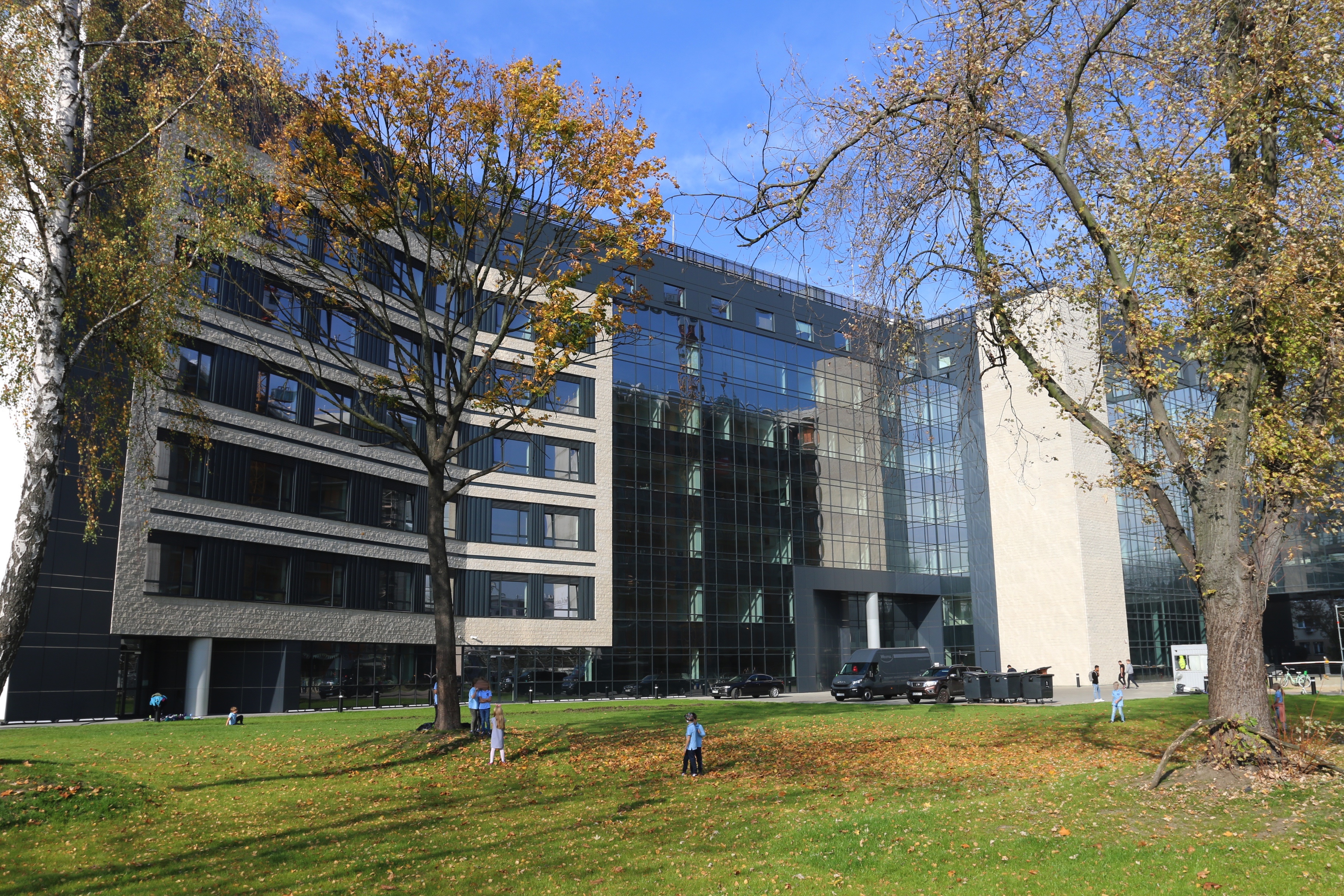

VIZJA verfügt über ihre Hauptanlage auf dem Campus „Vizja Park“ in der Okopowa-Straße 59, einem Bildungskomplex im Warschauer Stadtteil Wola, der seit September 2019 in Betrieb ist. Der Vizja Park umfasst über 30.000 Quadratmeter und wird gemeinsam mit einer Grundschule und einem Kindergarten genutzt. Im Jahr 2025 erweiterte die Universität ihre Einrichtungen in Warschau um den Babka Tower und den Wiśniowy Business Park.
Vor 2019 teilte sich VIZJA ihre Einrichtungen mit der Hochschule für Informationstechnologie in der Pawia-Straße 55, unweit des heutigen Standorts.
Der Hauptcampus verfügt über 118 Unterrichtsräume, acht Computerräume, ein Hauptauditorium mit 463 Sitzplätzen sowie vier weitere Hörsäle. Zudem befinden sich auf dem Campus Wohnheime, eine Sporthalle, ein Fitnessstudio und ein Ballettstudio.
Die Fachbibliothek der Universität umfasst über 40.000 Bücher und 300 Zeitschriftenreihen. Sie verfügt über zwei Lesesäle und 70 Arbeitsplätze. Darüber hinaus besitzt die Universität ein psychologisches Testlabor mit über 170 wissenschaftlichen Instrumenten.
VIZJA betreibt außerdem eine Zweigstelle in Sochaczew, die ebenfalls über eine Bibliothek verfügt.